# Нозелуш
Нозелуш (порт. Nozelos)  —  район (фрегезия) в Португалии,  входит в округ Вила-Реал. Является составной частью муниципалитета  Валпасуш. По старому административному делению входил в провинцию Траз-уж-Монтиш и Алту-Дору. Входит в экономико-статистический  субрегион Алту-Траз-уш-Монтеш, который входит в Северный регион. Население составляет 122 человека на 2001 год. Занимает площадь 5,31 км².
Покровителем района считается Дева Мария (порт. Nossa Senhora da Expectação). 